# Monte di Malo
Monte di Malo (Monte de Mało in veneto) è un comune italiano di 2 827 abitanti della provincia di Vicenza in Veneto.

## Storia

### Medio Evo
Tutta la zona del Monte di Malo appartenne fino al 1200 al vescovo di Vicenza, il quale nel 1222 la vendette al conte Savino di Malo. Nel 1252 i boschi dell'alto Monte di Malo appartenevano al neo costituitosi comune di Malo che li vendette, in quell'anno, a Bartolomeo di Vito Pagano, già visconte del conte Savino.  Nel 1260 le figlie di questi, Lidia e Rainalda, li cedettero al conte di Vicenza Guidone Maltraversi, marito di una delle due uniche figlie del conte Savino. Nel 1281, estintasi la famiglia di Savino e anche il ramo dei Maltraversi con i quali si era imparentata, cessata anche la dominazione padovana durante la quale famiglie di usurai si erano impossessate del territorio, i boschi ritornarono al comune di Malo.
Dopo il 1311, durante la signoria scaligera, l'amministrazione civile fu organizzata in vicariati e la comunità rurale di Monte di Malo, insieme a tutta la fascia collinare, dipese dal comune di Malo, sede di uno tra gli 11 vicariati maggiori del territorio vicentino. Nel 1322 Bailardino Nogarola, podestà di Vicenza per conto di Cangrande della Scala, concesse alle genti di lingua tedesca che abitavano oltre il torrente Giara o Livergon ampia autonomia e diversi privilegi, fatti salvi gli oneri verso il comune di Vicenza.
Nel 1374 il comune di Malo vendette i boschi del monte, buona parte dei quali a quel tempo era già ridotta a coltura, al medico Franceschino de' Cavazzoli. Le terre del Faedo erano organizzate in un gastaldiato che doveva curare gli interessi della popolazione di etnia tedesca che abitava in quei luoghi e che nel corso del secolo precedente si era insediata in tutta la zona collinare e montana.
Fin verso la fine del XIV secolo la comunità rurale del monte dipendeva, sotto l'aspetto ecclesiastico, dalla pieve di Santa Maria di Malo. Nel 1388 le genti e il sacerdote del monte chiesero al vescovo di Vicenza Pietro Filargo, e successivamente a Roma per conferma apostolica, di poter essere separati dalla pieve matrice e retti in parrocchia autonoma. La conferma apostolica di papa Innocenzo VII fu ricevuta ed eseguita dal vescovo Giovanni Castiglione; le motivazioni della separazione furono: l'uso della lingua tedesca, la distanza dalla pieve e l'amministrazione dei sacramenti riservata all'arciprete della pieve, per cui molti morivano senza sacramenti. Comunque, almeno sotto l'aspetto formale, con sentenza del 1407 vennero confermati i diritti della pieve.

### Epoca moderna
Nel 1437 il piano e il monte facevano ancora parte dello stesso comune, ma è evidente dalle fonti una notevole autonomia del monte che allora comprendeva le terre oltre il torrente: Santomio, Priabona, Campipiani, Faedo fino a dei mansi in Leguzzano.
Dai documenti è evidente che già era in atto la separazione del piano dal monte, di fatto in atto nel 1456; nel 1468 si decise la separazioni degli estimi comunali, mentre con atto del 1496, peraltro andato perduto, si sancì la definitiva separazione tra il comune di Malo e quello di Monte di Malo.

### Simboli
Lo stemma e il gonfalone sono stati concessi con regio decreto del 18 gennaio 1937.
Lo stemma si può blasonare: di rosso, al noce al naturale, fruttifero d'oro, nodrito sulla pianura di verde; al capo di porpora.
Il gonfalone è un drappo di azzurro.

## Monumenti e luoghi d'interesse

### Architetture religiose
Sul territorio sono presenti alcuni interessanti edifici religiosi:
- Chiesa parrocchiale, dedicata a San Giuseppe e ai Santi Fabiano e Sebastiano, costruita tra il 1893 e il 1938 e contenente un organo Callido-Zordan restaurato nel 2014-2018[10].
- Chiesa della contrada di Santa Lucia, su comune.montedimalo.vi.it..
- Chiesa San Giorgio, su comune.montedimalo.vi.it..
- Chiesa di Santa Maria Assunta, su comune.montedimalo.vi.it. e altri edifici sul Colle di San Vittore, nella frazione di Priabona.
- Chiesetta della Madonna della Neve, su comune.montedimalo.vi.it..

Architetture militari

### Aree naturali
- Il Buso della Rana, una cavità naturale con uno sviluppo interno esplorato di oltre 35 km. Fino al 2011 era considerata una delle grotte più estese d'Italia ad un unico ingresso, ma in tempi recenti gli appassionati speleologi hanno creato un collegamento con un'altra grotta limitrofa, chiamata Pisatela, e quindi ha perso questo primato, ereditando però 15 km di nuove gallerie.

L'ingresso, visitabile da chiunque, è maestoso e la temperatura in questo punto è costante durante tutto l'anno: circa a 13/15 °C. L'interno è molto interessante, ma per visitarlo è indispensabile essere ben attrezzati ed accompagnati da esperti speleologi. All'interno della grotta, un vero labirinto, vi sono cunicoli e laghetti che risultano pericolosi per persone inesperte, anche perché alcuni punti vengono rapidamente allagati in caso di maltempo, fino a rendere impossibile l'uscita.
Curiosità: in prossimità del Buso della Rana è presente anche una Geocache.

## Società

### Evoluzione demografica
Abitanti censiti

## Cultura
- Nel Museo Paleontologico di Priabona[12] o  Museo dei Fossili Munier-Chalmas et De Lapparent, su museialtovicentino.it. ha sede il Centro Studi del Priaboniano, lo stratotipo roccioso formatosi tra i 38 e i 34 milioni di anni fa.
- Parco del Buso della Rana, su museialtovicentino.it. Centro turistico-didattico, nel parco dell'ex-cava Maddalena, che propone escursioni in grotta, arrampicate, cicloturismo e passeggiate culturali.

## Geografia antropica

### Frazioni e contrade
Il Comune di Monte di Malo comprende le frazioni di Priabona, Calcara, Faedo e Campipiani, oltre a molte contrade:
Antonella, Battistini, Bepazzi, Boro, Bortolotti, Bressana, Brunelli, Capitello Maddalena, Cason Lodi, Castello, Casoni, Ceola, Cerina, Cherle, Chiumenti, Coffe, Festa di Sotto, Finozzi, Fochesati, Gamba, Gecchelina, Gentilata, Giacobele, Giovanni XXIII, Godeghe, Guzan, Luccende, Maddalena, Marcante, Marchiori, Marchiori Beati, Martini, Maruffa, Maso, Masovieri, Milani, Mondini di Sopra, Mondini di Sotto, Morosella, Panizzon Dal Maso, Porra, Rossati Boro, San Giorgio, Santa Lucia, Scarsi, Sella, Soglio, Stefani, Vanzi.

## Amministrazione
| Periodo | Periodo   | Primo cittadino  | Partito                        | Carica  | Note   |
| ------- | --------- | ---------------- | ------------------------------ | ------- | ------ |
| 1995    | 1999      | Stefania Carollo | lista civica (centro-sinistra) | sindaco | [ 13 ] |
| 1999    | 2004      | Stefania Carollo | lista civica                   | sindaco | [ 14 ] |
| 2004    | 2009      | Costante Pretto  | lista civica                   | sindaco | [ 15 ] |
| 2009    | 2014      | Costante Pretto  | lista civica                   | sindaco | [ 16 ] |
| 2014    | 2019      | Mose' Squarzon   | lista civica                   | sindaco | [ 17 ] |
| 2019    | in carica | Mose' Squarzon   | lista civica                   | sindaco | [ 18 ] |

## Sport

### Calcio
L'U.S.D. Monte di Malo è la principale società calcistica del comune, venne fondata il 7 Agosto 1981.